# Juanita, la soltera
Juanita, la soltera é uma telenovela argentina produzida pela Pol-ka Producciones e exibida pelo Canal 13 entre 27 de março e 30 de agosto de 2006.

## Sinopse
Juanita é uma garota simples que fantasia sobre o amor enquanto dirige uma livraria com seu melhor amigo. Sonha com o homem perfeito, mas ninguém parece bom o suficiente para ela. Ele não quer sofrer novamente por amor.
Tomy parece ótimo e desde menino, ele aprendeu os benefícios de possuir um "bom verso". Todos se enquadram em seus encantos e com todos, de alguma forma, isso beneficia. Um chanta típico: sem prata, com um ligeiro registro e muitas mentiras fabricadas e fabricadas.
Juanita nunca notaria um cara como Tomy: seu verso barato não a move; seus olhos azuis também. Para Tomy, Juanita é outro troféu, um desafio que, se superado, resolveria seus problemas econômicos. Mas porque? É que Juanita e seus primos Boris, Clemente e Martina receberam uma herança milionária; Embora para torná-lo eficaz, todos devem se casar e com uma criança antes de completar um ano!
A única solteira é Juanita, "Juanita, a única mulher". Ela nem sequer pensa em vender seus sonhos de amor eterno por dinheiro. Mas um de seus primos, Boris, não tem tanta certeza: você precisa procurar um candidato para Juanita, você deve se apaixonar em breve e dar seu sim quase sem pensar. O trabalho é difícil e apenas um canto sedutor como Tomy poderia fazê-lo.

## Elenco
- Soledad Fandiño como «Juanita».
- Gabriel Corrado como «Tomy».
- Mercedes Funes como «Rebeca».
- Matías Santoianni como «Boris».
- Fabio Di Tomaso como «Renzo».
- Marcelo Cosentino como «Clemente».
- Alejandra Darín como «Martina».
- Agustina Posse como «Celina».
- Mariano Iudica como «Sandro».
- Maju Lozano como «Betty».
- Graciela Dufau como «Beba».
- Muriel Santa Ana como «Perla».
- Juan D'André como «Gonzo».
- Micaela Brusco como «Vilma».
- Daniel Araoz como «Humberto».
- Paula Volpe como «Marlene».
- Jimena Riestra como «Mechi».